# Pápai Keleti Intézet
Pápai Keleti Intézet (latinul: Pontificium Institutum Orientalium Studiorum) katolikus felsőfokú oktatási intézet Rómában, két fakultással: Keleti egyházi tanulmányok; Keleti egyházjog.
Az intézetet  XV. Benedek pápa alapította az 1917. október 15-én megjelent Orientis Catholici kezdetű motu proprio-jával, melyben lefektette a tanintézet célját: a keleti keresztény egyházak történetének, teológiájának, lelkiségének, liturgiájának, egyházjogának és a kapcsolódó társtudományok (földrajz, régészet, keleti nyelvek) alapos és tárgyilagos kutatása, a kutatási eredmények minél szélesebb körű közzététele, a nyugati és keleti kereszténység kölcsönös megismertetésével a keresztény egység ügyének szolgálata. 
1918. decemberében vette kezdetét az Intézetben az akadémiai élet. 
1920. január 17-én kapta meg a jogot a pápától doktori cím adományozására. 
1922. szeptember 14-én XI. Piusz pápa a jezsuita rendre bízta az Intézet vezetését.
1923-ban jelenik meg a később nagy tekintélyre szert tevő tudományos sorozat, az Orientalia Christiana első kötete.
1924-től külön tanszék alakul az Intézeten belül az iszlám tanulmányozására.
1928-ban XI. Piusz rendeletére, önállósága megtartása mellett, egy konzorciumba szervezik a Keleti Intézetet a Gregoriana Pápai Egyetemmel és a Pápai Biblikus Intézettel. 
Ugyanez év szeptember 8-án enciklikát is kiad XI. Piusz, Rerum Orinetalium kezdettel, amelyben részletesen szól a keleti tudományok fontosságáról, az Intézet jelentőségéről, és buzdítja a megyéspüspököket, küldjenek minél több hallgatót az intézménybe. 
1930-ban 35 000 kötettel nyílik meg az Intézet könyvtára, mely mára, közel kétszázezer kötetével, a maga témájában a világ legnagyobb gyűjteménye. 
1971-ben alakul meg a keleti egyházjog önálló kara. 
Az alapítástól 2005-ig kb. 6000 hallgató fejezte be tanulmányait az Intézetben, s közülük mintegy 500 szerzett doktori fokozatot. 